# Бризбуа, Патрис
Патри́с Бризбуа́ (фр. Patrice Brisebois; 27 января 1971, Монреаль, Канада) — канадский автогонщик и хоккейный тренер, в прошлом — профессиональный канадский хоккеист, защитник. Обладатель Кубка Стэнли 1993 года в составе «Монреаль Канадиенс». Двукратный чемпион мира среди молодёжных команд в составе молодёжной сборной Канады. С 2012 по 2014 год работал директором по развитию игроков в «Монреаль Канадиенс». 

## Игровая карьера
На драфте НХЛ 1989 года был выбран в 2 раунде под общим 30 номером командой «Монреаль Канадиенс». 3 августа 2005 года как неограниченно свободный агент подписал контракт с «Колорадо Эвеланш».

## Награды
- Обладатель Кубка Стэнли, 1993 («Монреаль Канадиенс»)

## Статистика
```
                                            --- Regular Season ---  ---- Playoffs ----
Season   Team                        Lge    GP    G    A  Pts  PIM  GP   G   A Pts PIM
--------------------------------------------------------------------------------------
1987-88  Laval Titan                 QMJHL  48   10   34   44   95   6   0   2   2   2
1988-89  Laval Titan                 QMJHL  50   20   45   65   95  17   8  14  22  45
1989-90  Laval Titan                 QMJHL  56   18   70   88  108  13   7   9  18  26
1990-91  Drummondville Voltigeurs    QMJHL  54   17   44   61   72  14   6  18  24  49
1990-91  Montreal Canadiens          NHL    10    0    2    2    4  --  --  --  --  --
1991-92  Fredericton Canadiens       AHL    53   12   27   39   51  --  --  --  --  --
1991-92  Montreal Canadiens          NHL    26    2    8   10   20  11   2   4   6   6
1992-93  Montreal Canadiens          NHL    70   10   21   31   79  20   0   4   4  18
1993-94  Montreal Canadiens          NHL    53    2   21   23   63   7   0   4   4   6
1994-95  Montreal Canadiens          NHL    35    4    8   12   26  --  --  --  --  --
1995-96  Montreal Canadiens          NHL    69    9   27   36   65   6   1   2   3   6
1996-97  Montreal Canadiens          NHL    49    2   13   15   24   3   1   1   2  24
1997-98  Montreal Canadiens          NHL    79   10   27   37   67  10   1   0   1   0
1998-99  Montreal Canadiens          NHL    54    3    9   12   28  --  --  --  --  --
1999-00  Montreal Canadiens          NHL    54   10   25   35   18  --  --  --  --  --
2000-01  Montreal Canadiens          NHL    77   15   21   36   28  --  --  --  --  --
2001-02  Montreal Canadiens          NHL    71    4   29   33   25  10   1   1   2   2
2002-03  Montreal Canadiens          NHL    73    4   25   29   32  --  --  --  --  --
2003-04  Montreal Canadiens          NHL    71    4   27   31   22  11   2   1   3   4
2004-05  Kloten                      Swiss  10    3    1    4    2  --  --  --  --  --
2005-06  Colorado Avalanche          NHL    80   10   28   38   55   9   0   1   1   4
2006-07  Colorado Avalanche          NHL    33    1   10   11   22
--------------------------------------------------------------------------------------
         NHL Totals                        904   90  301  391  578  87   8  18  26  70

```